# Фристайл на зимових Олімпійських іграх 1992
Змагання з фристайлу на зимових Олімпійських іграх 1992 відбулися 12-13 лютого в муніципалітеті Тінь приблизно за 85 км від Альбервіля (Франція). Це була перша поява фристайлу в медальній програмі, попереднього разу були тільки показові виступи. Розіграно два комплекти нагород.

## Чемпіони та призери

### Таблиця медалей
| Місце              | Країна                  | Золото | Срібло | Бронза | Загалом |
| ------------------ | ----------------------- | ------ | ------ | ------ | ------- |
| 1                  | Франція (FRA)           | 1      | 1      | 0      | 2       |
| 2                  | США (USA)               | 1      | 0      | 1      | 2       |
| 3                  | Об'єднана команда (EUN) | 0      | 1      | 0      | 1       |
| 4                  | Норвегія (NOR)          | 0      | 0      | 1      | 1       |
| Загалом (4 збірні) | Загалом (4 збірні)      | 2      | 2      | 2      | 6       |

### Чоловіки
| Дисципліна | Золото                    | Золото | Срібло                   | Срібло | Бронза                | Бронза |
| ---------- | ------------------------- | ------ | ------------------------ | ------ | --------------------- | ------ |
| Могул      | Едгар Гроспірон · Франція | 25.81  | Олів'є Алламан · Франція | 24.87  | Нелсон Кармайкл · США | 24.82  |

### Жінки
| Дисципліна | Золото                | Золото | Срібло                                    | Срібло | Бронза                          | Бронза |
| ---------- | --------------------- | ------ | ----------------------------------------- | ------ | ------------------------------- | ------ |
| Могул      | Донна Вайнбрехт · США | 23.69  | Єлизавета Кожевникова · Об'єднана команда | 23.50  | Стіне Лісе Гаттестад · Норвегія | 23.04  |

## Країни-учасниці
У змаганнях з фристайлу на Олімпійських іграх в Альбервілі взяли участь спортсмени 18-ти країн.
- Аргентина (1)
- Австралія (2)
- Канада (7)
- Іспанія (2)
- Об'єднана команда (8)
- Фінляндія (4)
- Франція (6)
- Велика Британія (5)
- Німеччина (4)
- Італія (6)
- Японія (1)
- Латвія (2)
- Норвегія (2)
- Пуерто-Рико (2)
- Словенія (2)
- Швеція (4)
- Швейцарія (5)
- США (8)

## Показові дисципліни

### Акробатика серед чоловіків
| Місцесе | Спортсмен                | Бали   |
| ------- | ------------------------ | ------ |
| 1       | Філіпп Лярош (CAN)       | 237.47 |
| 2       | Ніколя Фонтен (CAN)      | 228.88 |
| 3       | Дідьє Меда (FRA)         | 219.44 |
| 4       | Жан-Марк Баскен (FRA)    | 206.71 |
| 5       | Кріс Феддерсен (USA)     | 201.74 |
| 6       | Гуґо Бонатті (AUT)       | 198.15 |
| 7       | Трейс Вортінґтон (USA)   | 192.16 |
| 8       | Александер Штеґнер (AUT) | 187.67 |

### Балет серед чоловіків
| Місце | Спортсмен                | Бали  |
| ----- | ------------------------ | ----- |
| 1     | Фабріс Бекер (FRA)       | 28.15 |
| 2     | Руне Крістіансен (NOR)   | 28.00 |
| 3     | Лейн Спіна (USA)         | 27.40 |
| 4     | Річард Пірс (CAN)        | 27.30 |
| 5     | Гайні Баумґартнер (SUI)  | 25.85 |
| 6     | Армін Вайс (GER)         | 25.64 |
| 7     | Роберто Франко (ITA)     | 25.50 |
| 8     | Джеффрі Вінтерстін (USA) | 24.80 |

### Акробатика серед жінок
| Місце | Спортсменка              | Бали   |
| ----- | ------------------------ | ------ |
| 1     | Колетт Бран (SUI)        | 157.51 |
| 2     | Марі Ліндгрен (SWE)      | 155.10 |
| 3     | Ельфі Зімхен (GER)       | 153.94 |
| 4     | Джиллі Керрі (GBR)       | 151.13 |
| 5     | Ліна Черязова (EUN)      | 150.00 |
| 6     | Гільде Сюнневе Лід (NOR) | 144.65 |
| 7     | Кірсті Маршалл (AUS)     | 139.55 |
| 8     | Мая Шмід (SUI)           | 129.47 |

### Балет серед жінок
| Місце | Спортсменка            | Бали  |
| ----- | ---------------------- | ----- |
| 1     | Конні Кісслінґ (SUI)   | 25.30 |
| 2     | Каті Фешо (FRA)        | 25.20 |
| 3     | Шерон Петцолд (USA)    | 24.10 |
| 4     | Джулія Снелл (GBR)     | 22.85 |
| 5     | Анніка Юганссон (SWE)  | 22.80 |
| 6     | Еллен Брін (USA)       | 22.30 |
| 7     | Мая Шмід (SUI)         | 21.60 |
| 8     | Ракель Гутьєррес (ESP) | 21.50 |